# Pole sitting
 (novembre 2020).

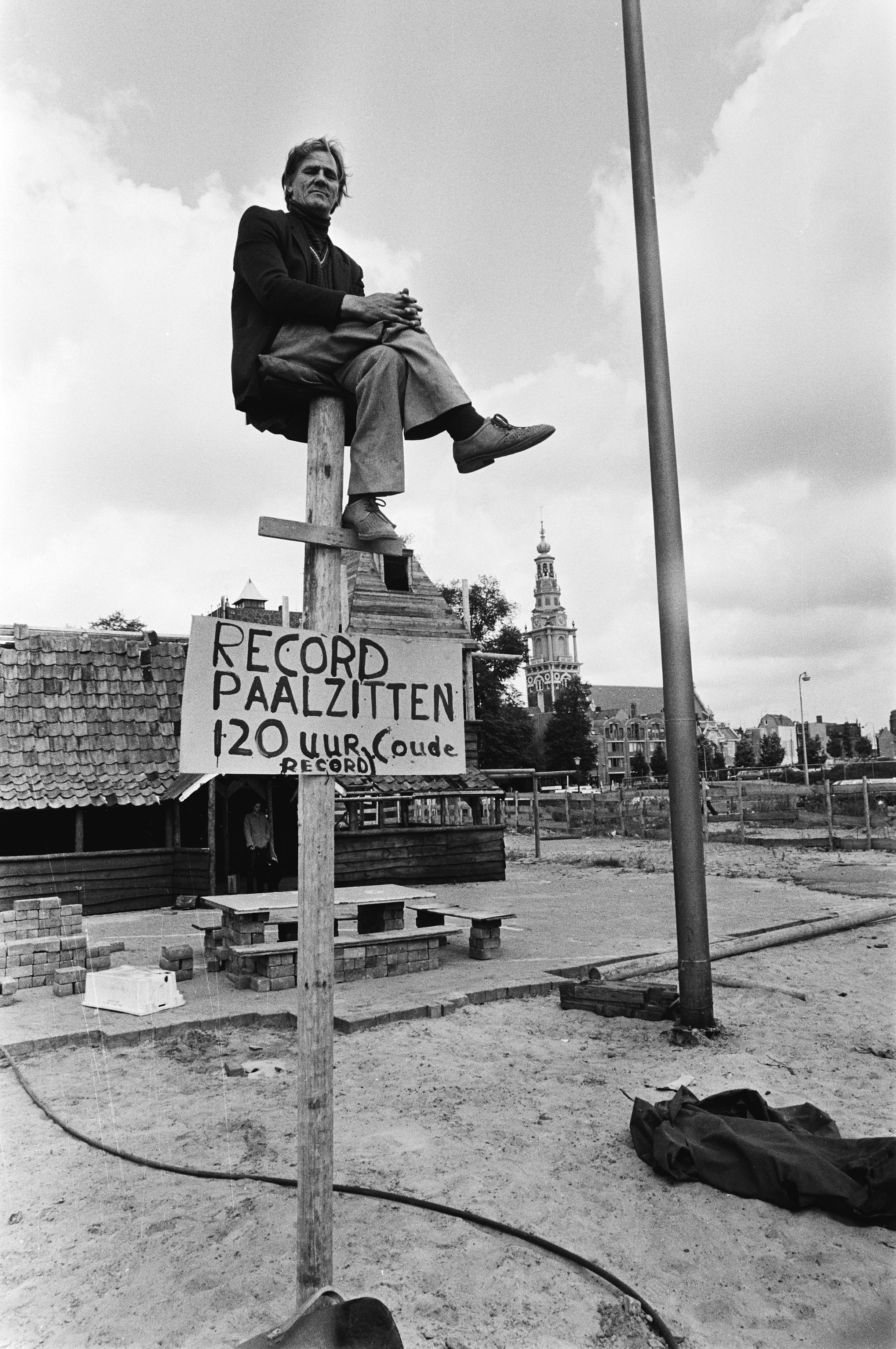
Pole sitting à Amsterdam en 1979.

Le pole sitting est une performance qui consiste à rester assis au sommet d'un poteau (comme un mât de drapeau par exemple) pendant le plus longtemps possible. Une petite plate-forme est généralement construite au sommet du poteau pour que le participant s'assoie dessus. Cette pratique est considérée comme un test d'endurance. Initié par l'acteur cascadeur et ancien marin Alvin "Shipwreck" Kelly, le pole sitting est devenu un phénomène de mode relativement éphémère, courant du milieu à la fin des années 1920 jusqu'au début de la Grande Dépression où il s'est quasiment éteint.

## Histoire et mode des années 1920
Le pole sitting est l'héritier d'une pratique antique: le stylitisme, où des ermites restaient en ascèse extrême assis sur une colonne ou autre point en hauteur pendant de très longues périodes[réf. nécessaire] Par exemple, St Simeon Stylites l'Ancien (c. 388–459) d' Antioche (la Turquie actuelle) est resté assis sur une petite plate-forme au sommet d'une colonne pendant 36 ans.

William Ruppert, 14 ans, bat le record de 23 jours assis sur un mât en 1929.

Le pole sitting a été une mode du milieu à la fin des années 1920. Elle a été initiée par l'acteur cascadeur et ancien marin Alvin "Shipwreck" Kelly, soit pour répondre à un défi lancé par un ami soit pour se faire de la publicité. Son premier sit de 1924, à Shipwreck, a duré 13 heures et 13 minutes. Le défi a vite été relevé par d'autres concurrents établissant des records de 12, 17 et 21 jours. En 1929, Shipwreck décide de récupérer le titre. Il parvint à rester perché sur un mât pendant 49 jours à Atlantic City, New Jersey, établissant par là un nouveau record. L'année suivante, en 1930, son record est battu par Bill Penfield à Strawberry Point, Iowa, qui resta 51 jours et 20 heures assis sur un poteau, jusqu'à ce qu'une tempête le force à abandonner. 
Le pole sitting a ainsi marqué toute une décennie.
Pour autant, l'engouement pour cette discipline n'ira pas au delà, le début de la Dépression y mettant fin. 

## Faits et records enregistrés après 1930
- En 1946, Marshall Jacobs, un résident de l'Ohio âgé de 37 ans a tenté de raviver la mode en célébrant son mariage avec sa fiancée Yolanda Cosmar installé sur un perchoir au sommet d'un mât. Une photo prise d'eux au moment du baiser a gagné une vive attention[6].
- De 1933 à 1963, Richard "Dixie" Blandy a remporté divers records en tant que champion à 77, 78 et 125 jours jusqu'à sa mort en 1974 lorsque le poteau sur lequel il était assis s'est effondré[7].
- En 1964, un record de 217 jours a été établi à Gadsden, Alabama par Peggy (Townsend) Clark[8].
- De novembre 1982 au 21 janvier 1984, H. David Werder est resté assis sur un poteau durant 439 jours, 11 heures et 6 minutes pour protester contre le prix de l'essence[9],[10].

## Dans les arts et la culture populaire

### Filmographie

#### Cinéma
- 2004 : Tid Til Forandring de Lotte Svendsen
- 2006 : Le Champion du siècle (titre original : Sportman van de Eeuw) de Mischa Alexander.

### Télévision
- Lors de l'épisode du 3 juillet 1955 de la fameuse émission de téléréalité What's My Line?, animé par John Charles Daly, le premier invité est un pratiquant de pole sitting.

## Voir également
- Tree sitting
- Stylite
- Planking (phénomène de mode)